# Babotinac
Babotinac (cyr. Баботинац) – wieś w Serbii, w okręgu toplickim, w mieście Prokuplje. W 2011 roku liczyła 242 mieszkańców.